# 22183 Canonlau
22183 Canonlau è un asteroide della fascia principale. Scoperto nel 2000, presenta un'orbita caratterizzata da un semiasse maggiore pari a 2,6140266 UA e da un'eccentricità di 0,1869902, inclinata di 14,37599° rispetto all'eclittica.